# Combat de La Bazouge-du-Désert
Chouannerie
Batailles
Le combat de La Bazouge-du-Désert a lieu le 17 septembre 1795, lors de la Chouannerie.

## Prélude
La date du combat diffère selon les sources. D'après les mémoires de l'officier royaliste Toussaint du Breil de Pontbriand, l'affrontement a lieu le 27 juin 1795, en revanche le rapport républicain le fixe au 17 septembre 1795.

## Forces en présence
Dans ses mémoires, l'officier royaliste Toussaint du Breil de Pontbriand affirme que le combat oppose 350 chouans commandés par Aimé Picquet du Boisguy à 300 républicains des garnisons et des gardes territoriales de Pont-Dom-Guérin et du Loroux,,.
Les sources républicaines ne donnent pas de précision sur les effectifs, mais indiquent que le cantonnement de Pont-Dom-Guérin avait été diminué peu avant les combats. Les registres de la commune du Loroux précisent que sa garnison était constituée de soldats de la 61e demi-brigade.

## Déroulement
D'après les sources républicaines, le combat s'engage par une attaque des chouans contre Pont-Dom-Guérin, un village de la commune de La Bazouge-du-Désert,. Les patriotes parviennent à résister et sont secourus à temps par la garde nationale de Louvigné-du-Désert qui repousse les chouans,.
Du côté royaliste, Toussaint du Breil de Pontbriand laisse un récit différent. Selon lui, ce sont les chouans, dispersés pour dîner dans les fermes de La Bazouge-du-Désert, qui sont attaqués par les garnisons et les gardes territoriales du Loroux et de Pont-Dom-Guérin,,. Boisguy parvient cependant à contenir les républicains pendant un quart d'heure avec seulement une soixantaine d'hommes, avant d'être rejoint par le reste de ses forces,,. Les capitaines François Poirier, dit Sans-Chagrin, et Julien Boismartel dit Joli-Cœur, tournent alors les positions républicaines et donnent l'avantage au camp royaliste,,. Les gardes territoriaux, puis les soldats des garnisons prennent la fuite et sont poursuivis jusqu'aux abords du bourg du Loroux,,. Plus tard, dans la soirée, la garnison et la garde territoriale de Louvigné-du-Désert arrivent à leur tour sur les lieux, mais ils tombent dans une embuscade et battent en retraite,,.

## Pertes
Dans ses mémoires, Toussaint du Breil de Pontbriand affirme que pas moins de 100 patriotes sont tués, dont 60 des garnisons de Pont-Dom-Guérin et du Loroux et 40 de la garnison de Louvigné-du-Désert,,. Cependant, selon les sources républicaines, les pertes des patriotes sont de treize tués, dont Jean Caillère, âgé de 26 ans, commandant de la garde soldée de Pont-Dom-Guérin, et de nombreux blessés,,. Les registres du Loroux donnent les noms de huit victimes. Pontbriand affirme que le capitaine Caillère, officier des gardes territoriaux, et deux de ses cousins, sont capturés, puis fusillés en raison de leur rôle dans l'arrestation du prince de Talmont, le chef de la cavalerie de l'armée vendéenne, guillotiné à Laval le 27 janvier 1794,.